# Руда Світлана Петрівна
Світлана Петрівна Руда (нар. 27 листопада 1936, Київ) — українська науковиця, історикиня науки і техніки, мікробіологиня. Доктор історичних наук (2001), професор (2005). Дослідниця історії розвитку наукових товариств в Україні, Національної академії наук України, історії біології.
Починала наукову кар'єру як мікробіологиня. Наприкінці 1970-х змінила вектор діяльності на історичний. Протягом 15 років — наукова співробітниця Центру досліджень науково-технічного потенціалу та історії науки імені Г. М. Доброва НАН України (1991—2006), з яких 4 роки завідувала відділом історії АН України.
Професор кафедри філософії та історії науки і техніки Державного університету інфраструктури і технологій (2014—2022). Авторка понад 300 наукових робіт.

## Життєпис
Народилась 27 листопада 1936 року у Києві. Дитинство та юність провела в будинку № 15 по вулиці Льва Толстого.
У 1958 році з відзнакою закінчила кафедру фізіології та біохімії рослин Київського державного університету імені Тараса Шевченка (КДУ). Учениця професорів Дмитра Проценка, Івана Білоконя, Сари Мінінберг тощо. Відтоді ж — інженерка науково-дослідної лабораторії антибіотиків зі спеціальності «Мікробіологія».
У 1967 році здобула науковий ступінь кандидата біологічних наук, захистивши дисертацію на тему «Изменчивость candida albicans» (науковий керівник — професор Михайло Ротмістров). Протягом року (1967—1968) обіймала посаду молодшої наукової співробітниці лабораторії біосинтезу білку Українського науково-дослідного інституту спиртової та лікеро-горілчаної промисловості.
З 1968 року — наукова-співробітниця-консультантка науково-організаційного відділу Президії АН УРСР, курувала науково-дослідні установи Відділу біохімії, біофізики та фізіології АН УРСР. З 1970 року — старша наукова співробітниця відділу фізіології промислових мікроорганізмів Інституту мікробіології та вірусології імені Д. К. Заболотного АН УРСР під керівництвом професора Євгена Квасникова.
У 1971 році закінчила факультет іноземних мов КДУ імені Тараса Шевченка за спеціалізацією «Романо-германські мови та література». З 1978 року — старша наукова співробітниця відділу історії природознавства Інституту історії АН УРСР під керівництвом академіка Йосипа Штокала. Паралельно, у 1982—1989 роках — викладачка факультету історії науки і техніки Київського народного університету технічного прогресу.
З 1986 року — старша наукова співробітниця відділу історії науки і техніки Інституту надтвердих матеріалів імені В. М. Бакуля АН УРСР. З 1991 року — старша, пізніше провідна наукова співробітниця відділу історії науки і техніки Центру досліджень науково-технічного потенціалу та історії науки імені Г. М. Доброва НАН України (ЦДПІН), у 1992—1996 роках — завідувачка цього відділу.
У 2001 році здобула науковий ступінь доктора історичних наук, захистивши дисертацію на тему «Становлення мікробіологічної науки в Україні: гносеологічні та інституціональні аспекти» (науковий консультант — професор Юрій Храмов). Через чотири роки затверджена у вченому званні професора.
З 2006 року — завідувачка кафедри мистецтвознавства, етнічної культури та гуманітарної освіти Мистецького інституту художнього моделювання та дизайну імені Сальвадора Далі. У 2014—2022 роках — професор кафедри суспільних та гуманітарних наук (пізніше — філософії та історії науки і техніки) Державного університету інфраструктури та технологій. Продовжує публікувати статті, виступати на наукових конференціях.

### Родина
- Батько — науковець-економіст, державний діяч, кандидат економічних наук Петро Рудий (1905—1986).
- Мати — науковиця-літературознавиця, доктор філологічних наук Ніна Крутікова (1913—2008).
- Сестра — теоретик літератури, славістка, культурологиня, доктор філологічних наук Тетяна Руда (нар. 1945)[6].

## Наукова діяльність
Авторка понад 200 наукових робіт. Дослідниця історії розвитку наукових товариств в Україні, Національної академії наук України, історії біології. Наукова керівниця та консультантка близько 10 докторів і кандидатів наук. Серед учнів Світлани Рудої — професори Алла Литвинко, Віра Гамалія тощо.
Виконувала обов'язки вченої секретарки Сектору історії та методології освіти, науки і техніки в Академії наук вищої школи України, академіком якої є з 2003 року. У минулому — членкиня спеціалізованої вченої ради із захисту докторських і кандидатських дисертацій зі спеціальності «Історія науки і техніки» ЦДПІН, членкиня комісії з історії науки і техніки Наукового товариства імені Шевченка у Львові, вчена секретарка Українського національного комітету Міжнародного союзу історії та філософії науки. З 2004 року входила до складу спеціалізованої експертної ради Вищої атестаційної комісії України з історичних наук. До 70-річчя Світлани Рудої співробітники відділу історії науки і техніки ЦДПІН писали:
|  | Наукові результати Рудої С. П. використовуються при викладанні природознавчих дисциплін в ряді вищих і середніх навчальних закладів України та країн ближнього зарубіжжя, про що свідчить отримана нею в 2004 році почесна грамота Міністерства освіти і науки України. |

З 2005 року — член-кореспондент Академії інженерних наук України. Входила до складу комісій з приймання вступних і кандидатських іспитів з історії науки і техніки в ЦДПІН і Центрі історії аграрної науки Національної наукової сільськогосподарської бібліотеки. Членкиня редакційних колегій декількох фахових видань.

## Науковий доробок (частковий)
- Изменчивость candida albicans: диссертация кандидата биологических наук : 03.00.00. — Киев, 1967. — 234 с. : ил.
- Роль биологии в развитии атеистических взглядов: Пособие для учителей / С. П. Рудая. — Киев: Рад. шк., 1985. — 151 с.
- Рання історія Академії наук України : 1918—1921 / Ю. О. Храмов [та ін.] ; відп. ред. Ю. О. Храмов ; АН України, Від-ня історії науки Центру дослідж. наук.-техн. потенціалу й історії науки ім. Г. М. Доброва. — К. : Манускрипт, 1993. — 245 с.
- Матеріали VI наукової конференції молодих вчених «Історія науки, освіти і культури в Україні: традиції і сучасність» : 18-19 квітня 1995 р., Київ / ред. О. Я. Пилипчук, С. П. Руда ; АН вищої школи України, Секція історії та методології освіти, науки і техніки. — Миколаїв: [б.в.], 1996. — 109 с.
- Нариси з історії мікробіології в Україні (кінець ХІХ- початок ХХ ст.) / С. П. Руда ; НАН України, Центр дослідж. наук.-техн. потенціалу та історії науки ім. Г. М. Доброва. — К. : ІВЦ Держкомстату України, 2000. — 262 с.
- Історія Національної академії наук України в суспільно-політичному контексті. 1918—1998 / С. В. Кульчицький [та ін.] ; ред. Ю. О. Храмов. — К. : Фенікс, 2000. — 527 с.: іл.
- Товариства природознавців при Харківському університеті (ХІХ — початок ХХ ст.) / С. Руда // Праці Наукового товариства імені Шевченка. — 2000. — Т. IV.
- Становлення мікробіологічної науки в Україні: гносеологічні та інституціональні аспекти: дис. д-ра іст. наук: 07.00.07 / Руда Світлана Петрівна ; НАН України, Центр дослідж. наук.-техн. потенціалу та історії науки ім. Г. М. Доброва. — К., 2001. — 410 арк.
- Природознавство в Україні до початку XX ст. в історичному, культурному та освітньому контекстах: монографія / Ю. В. Павленко, С. П. Руда, С. А. Хорошева, Ю. О. Храмов. — К. : Академперіодика, 2001. — 420 с.
- Владимир Константинович Высокович, 1854—1912 / С. П. Рудая ; отв. ред. Ю. К. Дупленко. — Москва: Наука, 2004. — 173, [2] с. : ил.
- Національна академія наук України, 1918—2008 : до 90-річчя від дня заснування / [О. С. Онищенко та ін. ; редкол.: Б. Є. Патон (голов. ред.)] ; НАН України, Нац. б-ка України ім. В. І. Вернадського. — Київ: Вид-во КММ, 2008. — 623 с. : фот.
- Григорий Николаевич Минх : 1836—1896 / С. П. Рудая ; отв. ред. Ю. К. Дупленко. — Киев: Информационно-аналитическое агентство, 2011. — 231 с. : ил., портр.
- Початок наукової діяльності професора Київського університету Г. М. Мінха / С. П. Руда // Історія науки і техніки. — 2013. — Вип. 4. — С. 209—217.
- Історія життя і творчості відомого українського мікробіолога Л. Й. Рубенчика / С. П. Руда // Вісник Національного технічного університету «ХПІ». Сер. : Історія науки і техніки. — 2013. — № 68. — С. 157—162.
- Письма Я. В. Самойлова В. И. Вернадскому, 1897—1921 гг. / сост. В. И. Оноприенко, С. П. Рудая ; Нац. акад. наук Украины, Центр исслед. науч.-техн. потенциала и истории науки им. Г. М. Доброва. — К. : Информ.-аналит. агентство, 2013. — 378 с. : ил., фото.
- Учень В. І. Вернадського Л. Л. Іванов — дослідник природних багатств Волині / С. П. Руда, В. С. Савчук // Вісник Дніпропетровського університету. Серія: Історія і філософія науки і техніки. — 2013. — Т. 21, вип. 21. — С. 98-102.
- Вагомий внесок в історію зоогеографічної науки / С. П. Руда // Питання історії науки і техніки. — 2014. — № 4. — С. 78.
- Життя, присвячене людям: до 160-річчя від дня народж. Володимира Костянтиновича Високовича: [біобібліогр. покажч.] / Нац. наук. мед. б-ка України, Наук. б-ка Вінниц. нац. мед. ун-ту ім. М. І. Пирогова ; [уклад. Л. Є. Корнілова та ін.]. — Київ: [б. в.], 2014. — 81, [1] с. : фот.
- Рец.: Г. В. Дефорж Науковий доробок М. В. Павлової (1854—1938) в контексті розвитку палеозоології: монографія / С. П. Руда // Історія науки і техніки. — 2015. — Вип. 7. — С. 233—235.
- Просвітницька діяльність українських природознавців / С. П. Руда // Історія науки і техніки. — 2016. — Вип. 8. — С. 190—195.
- Видатний український вчений–лікар Йосип Мочутковський / С. П. Руда. // Історія науки і біографістика. — 2016. — № 3.
- Екологія міста: історична ретроспектива та майбутній тренд / В. М. Гамалія, С. П. Руда, К. М. Гамалія // Молодий вчений. — 2016. — № 9.1. — С. 38-42.
- «У боротьбі з епідеміями у нас є що написати на прапорах» (До 150-річчя від дня народження Д. К. Заболотного) / С. П. Руда, В. М. Гамалія // Історія науки і техніки. — 2016. — Вип. 9. — С. 198—205.
- Становлення мікробіології як наукової дисципліни (До 100-річчя від дня смерті І. І. Мечникова) / С. П. Руда // Історія науки і техніки. — 2017. — Вип. 10. — С. 204—210.
- Етапи творчого шляху В. В. Підвисоцького (До 160-річчя від дня народження) / В. М. Гамалія, С. П. Руда // Історія науки і техніки. — 2018. — Вип. 11. — С. 147—153.
- «Для рідного краю і народу…» / С. П. Руда // Наука та наукознавство. — 2019. — № 1. — С. 133—146.
- Описи чуми у художніх творах античності та Середньовіччя / В. М. Гамалія, С. П. Руда // Східноєвропейський журнал внутрішньої та сімейної медицини. — 2020. — № 2. — С. 118—121.

## Нагороди
- 2004 — почесна грамота Міністерства освіти і науки України
- 2006 — нагорода Ярослава Мудрого Академії наук вищої школи України — «за визначний здобуток у галузі науки і техніки»[2]